# Gueugnon
Gueugnon ist eine französische Stadt mit 6547 Einwohnern (Stand 1. Januar 2022) im Département Saône-et-Loire in der Region Bourgogne-Franche-Comté.

## Geografie
Die Stadt wird vom Fluss Arroux durchquert, einem rechten Nebenfluss der Loire.

## Geschichte
Am Ende des 19. Jahrhunderts wurde Wasser des Flusses Arroux bei Gueugnon abgezweigt und über einen 14 Kilometer langen Versorgungskanal (Rigole de l’Arroux) östlich der Stadt Digoin in den Canal du Centre geleitet, um die Wasserversorgung des Kanals zu verbessern. Die Rigole de l’Arroux war damals für kleine Schiffe befahrbar. In den 1950er Jahren wurde der Hafen in Gueugnon jedoch geschlossen und die Schifffahrt auf diesem Versorgungskanal eingestellt.

## Städtepartnerschaften
Gueugnon ist die Partnerstadt von Otterberg in Rheinland-Pfalz.

## Sport
Bekannt ist die Stadt für ihren Fußballverein FC Gueugnon, der einige Jahre in den ersten beiden Ligen spielte und auch schon im UEFA-Cup vertreten war.
Am 9. Juli 2010 war Gueugnon Zielort der 6. Etappe der Tour de France 2010.

## Persönlichkeiten
- Lucien Vincent (1909–2001), Autorennfahrer